# Denicé
Denicé település Franciaországban, Rhône megyében. Lakosainak száma 1574 fő (2022. január 1.). Denicé Saint-Julien, Montmelas-Saint-Sorlin, Rivolet, Cogny, Lacenas, Gleizé és Arnas községekkel határos.

## Népesség
A település népességének változása:
| Lakosok száma | 1385 | 1460 | 1513 | 1513 | 1531 | 1550 | 1568 | 1564 | 1574 |
|               | 2013 | 2015 | 2016 | 2017 | 2018 | 2019 | 2020 | 2021 | 2022 |